# Ezio Triccoli
Ezio Triccoli (Jesi, 1915 – Jesi, 10 maggio 1996) è stato un maestro di scherma e schermidore italiano, specializzato nel fioretto.

## Biografia
Apprende la scherma da un sottufficiale inglese durante la sua prigionia nel campo di internamento di Zonderwater, negli anni quaranta del XX secolo, durante la seconda guerra mondiale.
Al suo ritorno a Jesi, nel 1947, fonda il Club scherma Jesi, dove inizia a formare le future schiere di campioni del fioretto.
È stato maestro di numerosi campioni del calibro di Susanna Batazzi, Doriana Pigliapoco, Anna Rita Sparaciari, Stefano Cerioni, Giovanna Trillini, Valentina Vezzali e Elisa di Francisca.
Alla sua memoria è stato dedicato il palazzetto dello sport della città di Jesi.